# Feodora av Hohenlohe-Langenburg
Feodora av Hohenlohe-Langenburg, född 1839, död 1872, var en hertiginna av Sachsen-Meiningen. Hon gifte sig 1858 med sin syssling hertig Georg II av Sachsen-Meiningen.

## Biografi
Feodora var dotter till Ernst av Hohenlohe-Langenburg, 4:e furste av Hohenlohe-Langenburg, och prinsessan Feodora av Leiningen.
Feodora av Hohenlohe-Langenburg valdes ut som brud av Georg II sedan hans första fru hade dött. Paret var mycket olika varandra och deras relation blev olycklig. Feodora beskrivs som bortskämd, ointresserad av kultur och intellektuella ämnen och ointresserad av att utveckla dem, trots att Georg försökte utbilda henne med privatlektioner. Hon grundade det patriotiska kvinnosällskap som utgjorde grunden för Röda korset i Sachsen-Meiningen. Efter sin tredje sons död 1865 var hon frånvarande från Sachsen-Meiningen så ofta hon hade möjlighet. Hon avled i scharlakansfeber.